# 자연학 (아리스토텔레스)

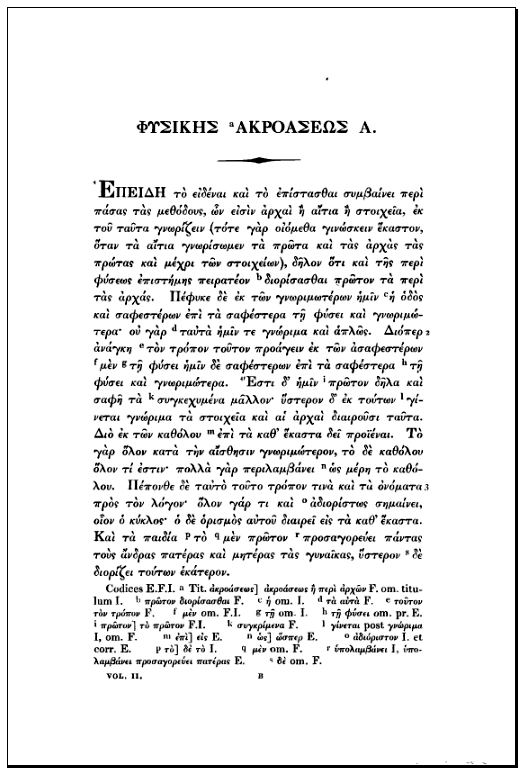
1837년 옥스퍼드 대학교에서 발간한 《자연학》

《자연학》(自然學, 그리스어: Φυσικῆς ἀκροάσεως, 자연에 대한 강의)은 아리스토텔레스가 쓴 자연에 대한 책이다. 과학 혁명 이전의 서구 사회의 철학과 과학에 큰 영향을 주었다. 마르틴 하이데거는 “훗날 학자들이 아리스토텔레스의 견해를 반대하였지만, 아리스토텔레스의 《자연학》이 없이는 갈릴레이도 없다”는 말로 《자연학》이 서양의 사고와 학문에 미친 영향을 평가하였다.
아리스토텔레스의 《자연학》은 무생물과 생물을 망라한 물체의 운동, 그리고 우주의 삼라만상에 대한 고찰을 기록한 여러 편의 논문들로 이루어져 있으며, 이를 통하여 자연의 운동과 본성에 대한 일반적 원리의 도출을 시도하였다. 훗날 소요학파에 속하였던 고대 로마의 철학자 안드로니쿠스는 아리스토텔레스의 논문들을 다시 정리하여 출간하면서 《타 피시카》(그리스어: τὰ φυσικά, 자연에 대해)라고 제목을 붙였고, 후대에는 이 제목으로 널리 알려지게 되었다. 과학 혁명 이전의 시기에 아리스토텔레스의 《자연학》이 다루는 주제에 대한 연구는 자연 철학이라고 불렸다. 오늘날 서양 여러 나라의 물리학을 가리키는 낱말, 예를 들어 영어의 Physics 등은 이 책의 제목에서 출발한 것이다.

### 배경
고대 그리스 시대의 자연 철학은 오늘날의 자연 과학과는 달리 자연에 대한 사색적 철학이었다. 고대 그리스의 철학자들은 자연의 모든 사물에 본성이 있다고 생각하였으며, 물체의 운동은 이러한 본성이 발현된 결과라고 믿었다. 이러한 견해에 따르면 물체의 운동은 어떠한 원인과 결과로 이루어지는 상호 관계가 아니라 물체 자체에 주어진 운명때문에 일어난다. 아리스토텔레스는 생물을 직접 관찰하는 등 여러 방면에 대해 폭넓은 지식을 구축하였으나, 천문학 등에 있어서는 플라톤의 주장을 받아들였다.

### 구성
오늘날 《자연학》이 담고 있는 논문들에 대한 분류는 19세기 프로이센 과학 아카데미의 아우구스트 임마누엘 베커가 정한 로마 숫자 분류가 일반적으로 받아들여지고 있다.
- Book I (Α; 184a-192b)
- Book II (Β; 192b-200b)
- Book III (Γ; 200b-208a)
- Book IV (Δ; 208a-223b)
- Books V and VI (Ε: 224a-231a; Ζ: 231a-241b)
- Book VII (Η; 241a25–250b7)
- Book VIII (Θ; 250a14–267b26)

## 같이 보기
- 물리학의 역사
- 에우클레이데스의 원론